# Strada europea E43
La strada europea E43 è una strada europea di classe A e, come si evince dal numero, è una dorsale intermedia nord-sud.
In particolare collega Würzburg, in Germania, a Bellinzona, in Svizzera, con un percorso lungo 514 km; nel suo percorso è compresa la galleria del San Bernardino.

## Itinerario

### Germania
- Autostrada A3: Würzburg - Biebelried
- Autostrada A7: Biebelried - Ulma - Memmingen
- Autostrada A96: Memmingen - Lindau (Bodensee) - confine austriaco

### Austria
- Autostrada A14: confine tedesco - Bregenz
- viabilità locale: Bregenz
- Strada L202: Bregenz - Höchst - confine svizzero

### Svizzera
- Autostrada A13: confine austriaco – St. Margrethen - Coira - galleria del San Bernardino - Bellinzona